# А-41
А-41 — четырёхцилиндровый четырёхтактный безнаддувный дизельный двигатель с непосредственным впрыском топлива производства Алтайского моторного завода, город Барнаул. Это простой по конструкции, неприхотливый и безотказный дизель с водяным охлаждением. Он массово выпускался с 1965 года по середину 1990-х годов, прежде всего — для тракторов ДТ-75. Модификации А-41СИ с раздельными головками и прямым стартерным запуском небольшими партиями выпускались до лета 2022 г.

## Применение
Области применения данного двигателя — гусеничные трактора ДТ-75, ВТ-90 (Агромаш 90ТГ), бульдозеры ДЗ-42, ДЗ-162 Волгоградского и Павлодарского тракторных заводов; гусеничные трактора Т-4 Алтайского тракторного завода и бульдорезеры на их основе; буровые, дизель-генераторные, компрессорные и насосные установки; асфальтоукладчики, монтажные краны МКП-25А, ПУМ-500М; комбайны «Енисей» Красноярского завода комбайнов; лесопромышленная техника Алтайского, Онежского тракторных заводов, Красноярского и Йошкар-олинского заводов «Лесмаш», Абаканского механического завода; грейдеры Орловского завода дорожных машин и завода «Брянский арсенал»; экскаваторы Ковровского и Донецкого экскаваторных заводов; фронтальные погрузчики «Амкодор».
Источник: https://tractorreview.ru/dvigateli/amz/dvigatel-a-41-tehnicheskie-harakteristiki.html